# Jacinto Lara
Pour les articles homonymes, voir Lara.
Jacinto Lara est un militaire vénézuélien, né à Carora le 28 mai 1778 et mort à Barquisimeto le 25 février 1859. Il a participé à plusieurs batailles ainsi que la guerre d'Indépendance aux côtés de plusieurs hommes militaires vénézuéliens, Simón Bolívar, Francisco de Miranda, Antonio Jose de Sucre et Rafael Urdaneta. En 1881, l'Assemblée législative vénézuélienne adopte un décret pour le convertir en héros. Ses restes sont conservés à Caracas au Panthéon national.